# Wilhelm Kolbe
Wilhelm Kolbe (ur. 9 października 1852 w Rosochatej (Seiffersdorf), zm. 2 lipca 1929 w Legnicy) – niemiecki przyrodnik, koleopterolog, badacz śląskich chrząszczy.

## Życiorys
Wilhelm Kolbe urodził się 9 października 1852 w Rosochatej w powiecie legnickim. Ukończył szkołę wiejską, następnie przez 2 lata uczył się w prywatnej szkole w Legnicy. Kontynuował naukę w seminarium nauczycielskim w Rychbachu (Górne Łużyce). Naukę przerwał wybuch wojny francusko-pruskiej (1870), wówczas Wilhelm zgłosił się na ochotnika do wojska. 
W 1874 rozpoczął pracę jako nauczyciel najpierw w Sadach Górnych koło Bolkowa, a następnie w Legnicy. 
Zmarł 2 lipca 1929 w Legnicy.

## Działalność naukowa
Wilhelm Kolbe już w dzieciństwie zbierał chrząszcze. W sposób naukowy zajął się nimi na skutek znajomości z Juliusem Gerhardtem. Okazy zbierał w okolicach Legnicy, ale również w Sudetach i Beskidzie Śląskim. Opisał około 100 chrząszczy nie notowanych wcześniej na Śląsku, w tym jeden nieznany wcześniej nauce, nazwany Stenus kolbei.
Razem z Richardem Scholtzem badał obszaru koło Pątnowa Legnickiego, gdzie później został utworzony obszar przyrody chronionej (istniejący do 1945, w 2001 objęty ponownie ochroną jako rezerwat Ponikwa).
Od 1888 był członkiem Schlesische Verein für Insektenkunde. Po śmierci Gerhardta był uznawany za kontynuatora jego badań i za autorytet naukowy w dziedzinie śląskich chrząszczy.
Kolekcja chrząszczy zgromadzona przez Wilhelma Kolbego liczy ponad 131 tysięcy okazów, reprezentujących pod 6,5 tysiąca gatunków, podgatunków i odmian. Obecnie znajduje się ona w zbiorach Muzeum Przyrodniczego Uniwersytetu Wrocławskiego.

## Upamiętnienie

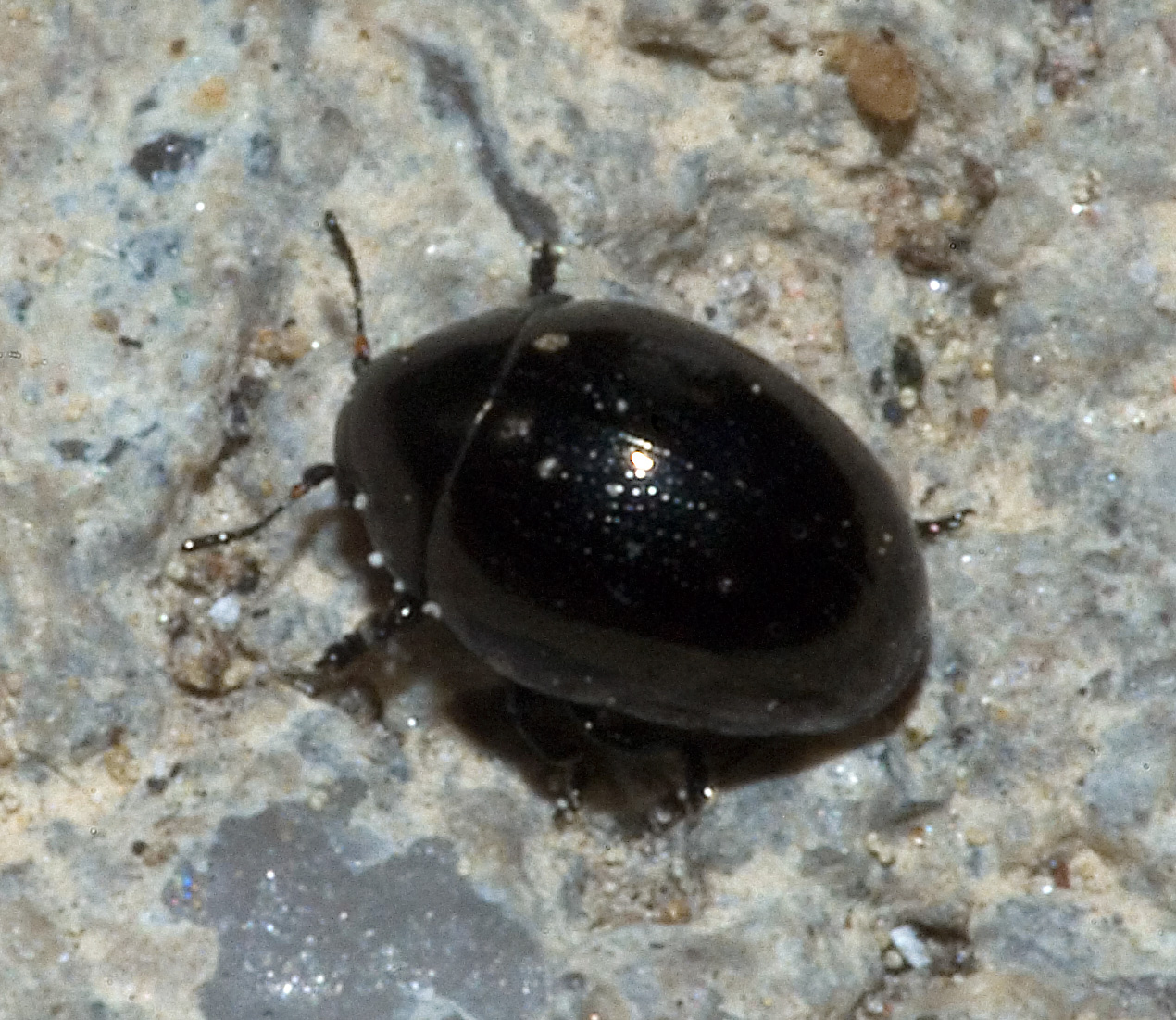
Oomorphus concolor(Lamprosoma kolbei)

Nazwisko badacza zostało upamiętnione w nazwach gatunkowych chrząszczy Stenus kolbei, Lamprosoma kolbei i Enicmus kolbei.